# ブルーノート・レコード
ブルーノート・レコード（Blue Note Records）は、ドイツ出身のアルフレッド・ライオンによって、1939年にニューヨークで創設されたジャズ専門のレコード会社。ジャズ界屈指の名門レーベルであり、その存在はジャズ・シーンに多大な影響を与えた。

## 概要

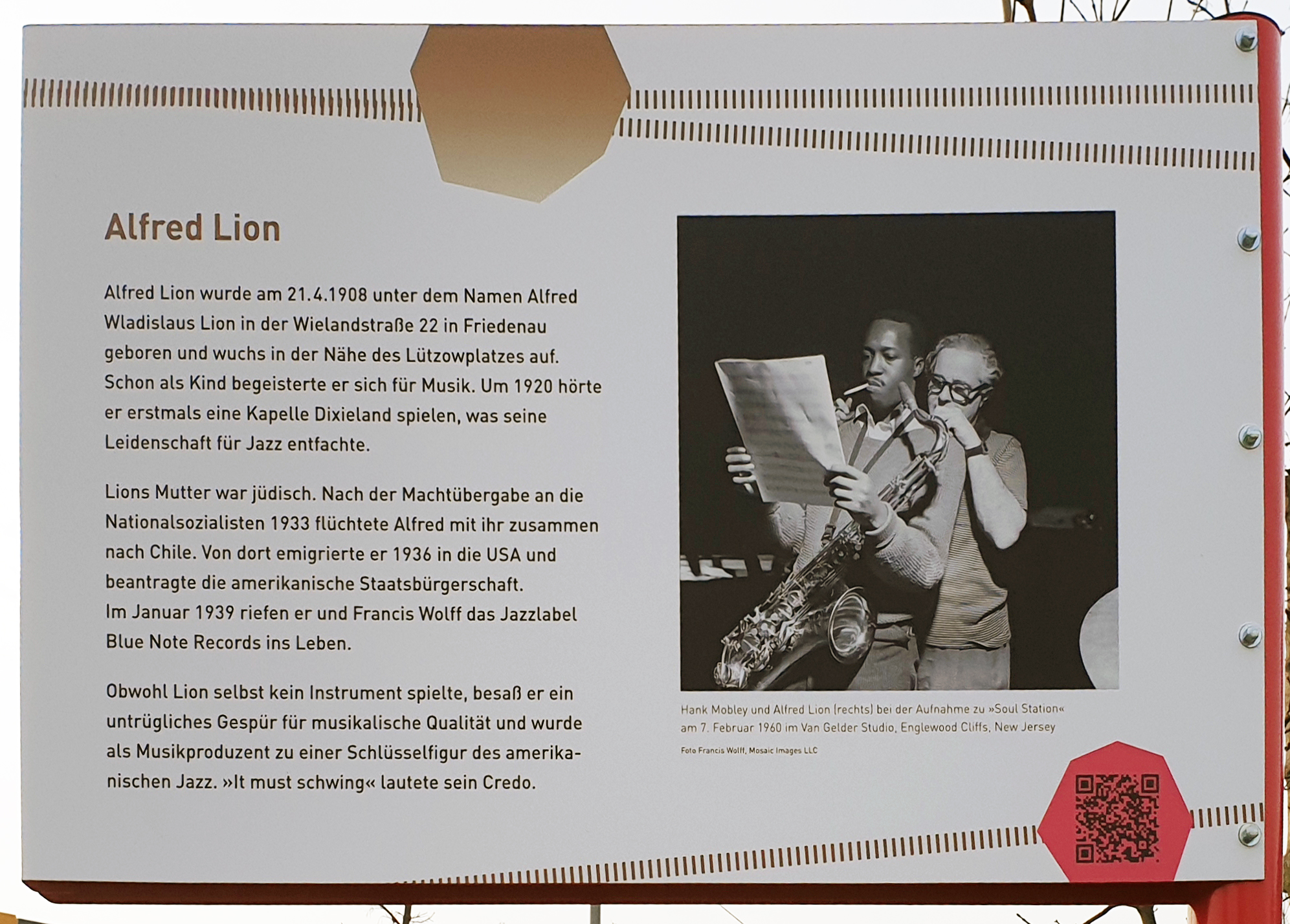
親密げにハンク・モブレーの肩を持つアルフレッド・ライオン。黒人への人種差別が公然と行われていた時代の中、ライオンはアーティストに対して尊敬の念を持って対応した。

アーティストや楽曲への深い情熱、独自の録音方法、洗練されたジャケット・デザインなど、作品に一貫した理念を持ち、商業性に拘らず少人数のスタッフで優れた作品を数多く発表した。
第一期のブルーノートは、戦前の1939年から戦後の1979年まで、一度は倒産を経験しながらも存続した。その後、数年間の休止を挟み、1985年より新生ブルーノートとして復活し、現在に至る。
創設時より長年、ニューヨークを拠点に活動し、1950年代から1960年代のジャズ黄金期を支えた。中でもハード・バップにおいては、ブルーノート一強とも言えるほど存在感を放っていた。時にボーカリストや白人ジャズメンの入る余地すら与えない硬派な一面を見せ、そのブランドを確立させた。1970年代以降は、拠点をロサンゼルスとニューヨークで行き来するようになり、2000年代以降は、ロサンゼルスにある親会社、キャピトル・レコードを中心として、幅広い音楽性が発信されている。
長年EMI傘下であったが、M&Aにともなう親会社キャピトル・レコードの買収により、現在はユニバーサル ミュージック グループの傘下となっている。日本における現在の販売元は、ユニバーサル ミュージック ジャパン。

## 名称
音階である「ブルー・ノート・スケール」から命名された。ブルー・ノートは、本来はジャズのほか、ブルースやロックなどでも使用される音階であるが、同レーベルの影響によってジャズのイメージが強くなり、同名のジャズクラブ・喫茶が各国で開店するに至った。いずれも同レーベルと直接的な関係はないが、多大なインスピレーションを与えた。最も有名なところに、ニューヨークを本店としてチェーン展開している『ブルーノート・ジャズクラブ』があり、こちらは現在では名門ジャズクラブの一つとして位置付けられている。

## 歴史

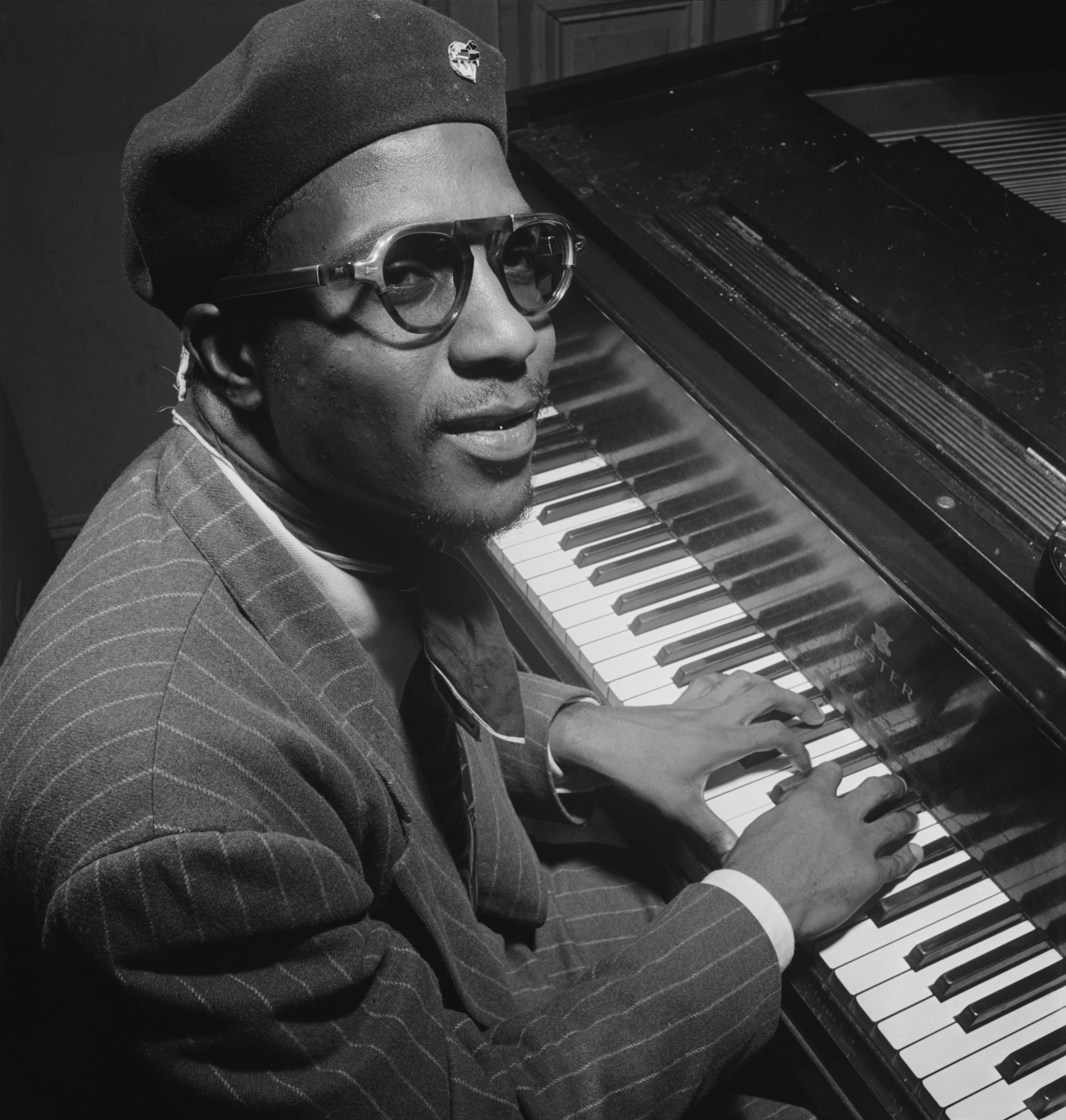
セロニアス・モンク

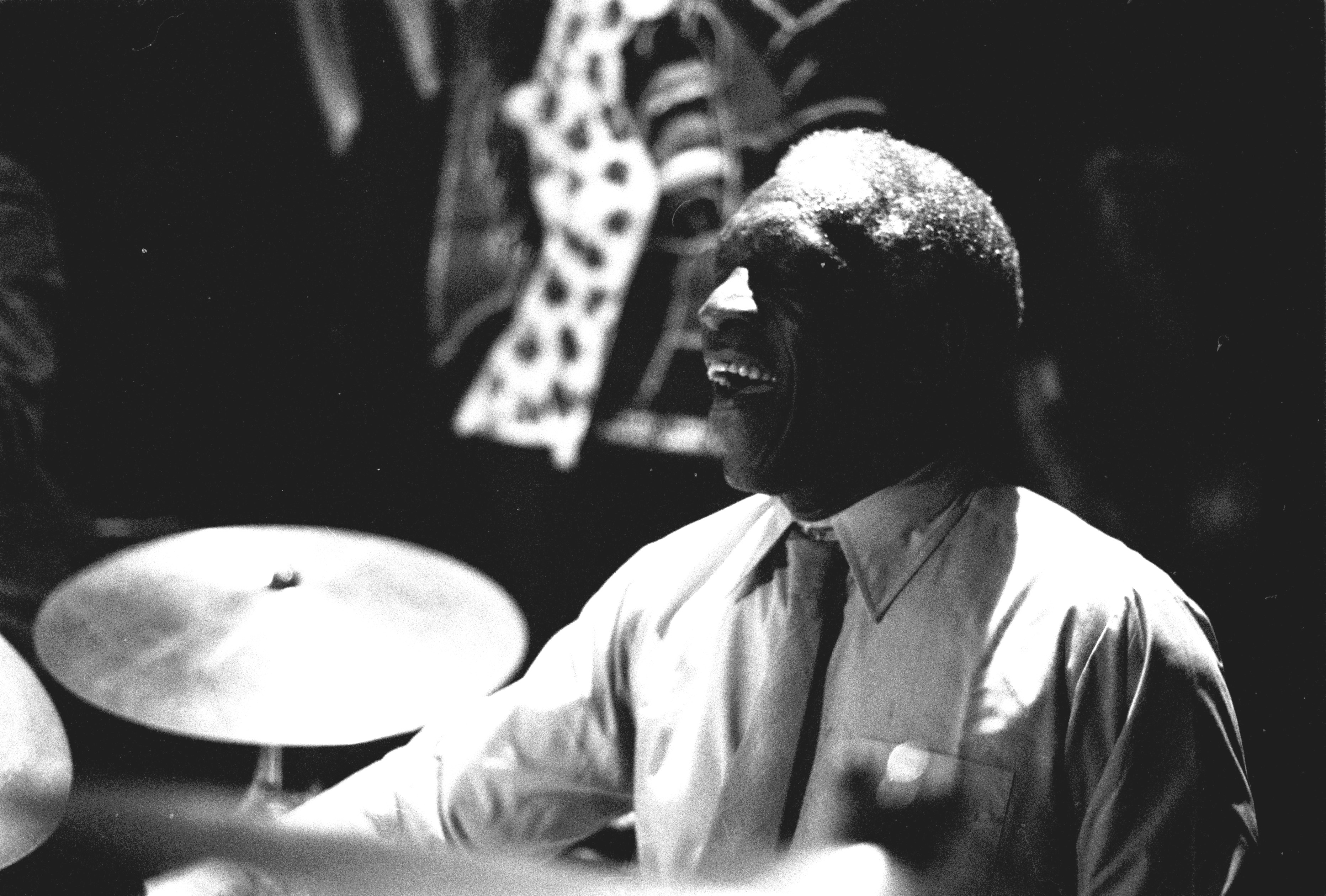
アート・ブレイキー

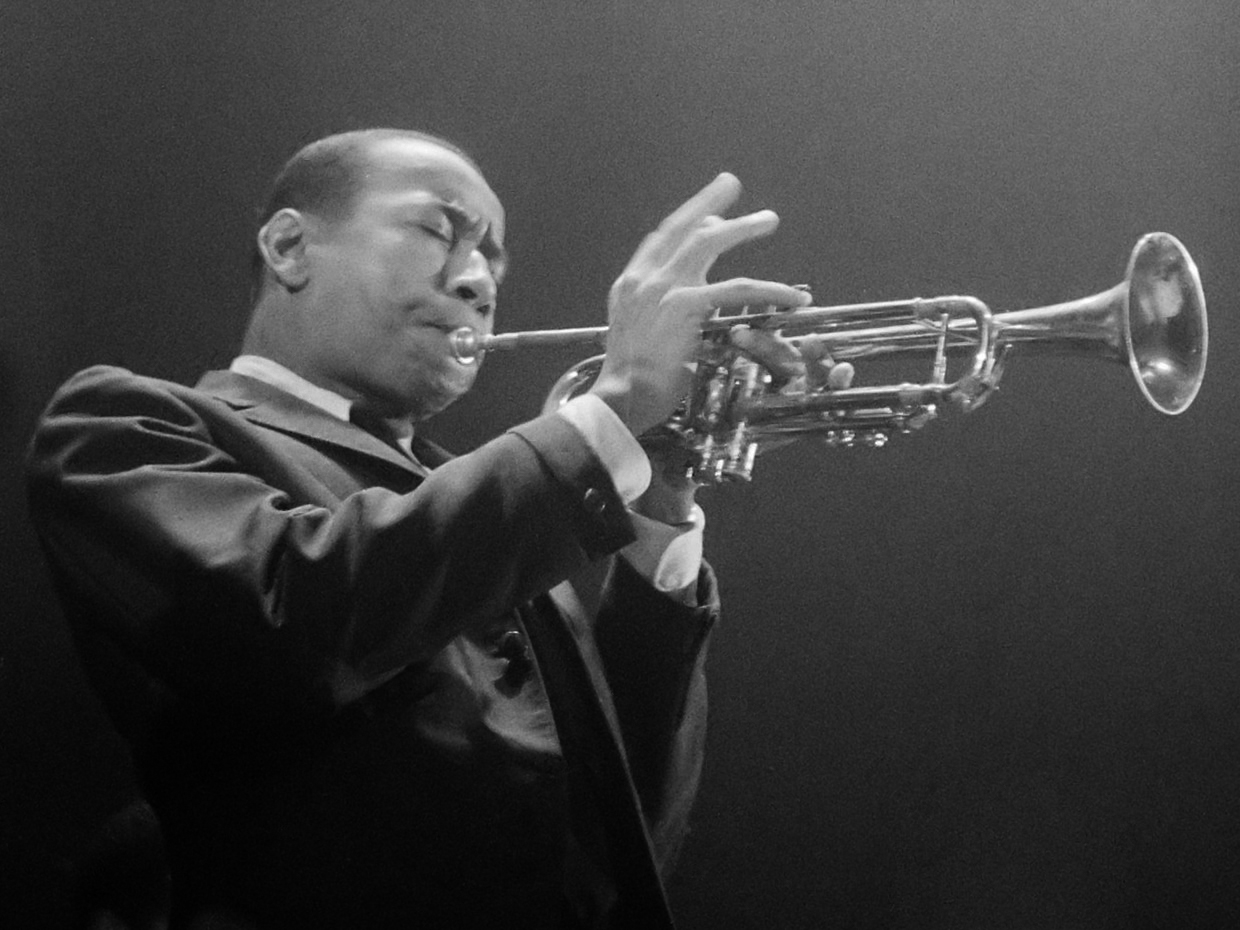
リー・モーガン

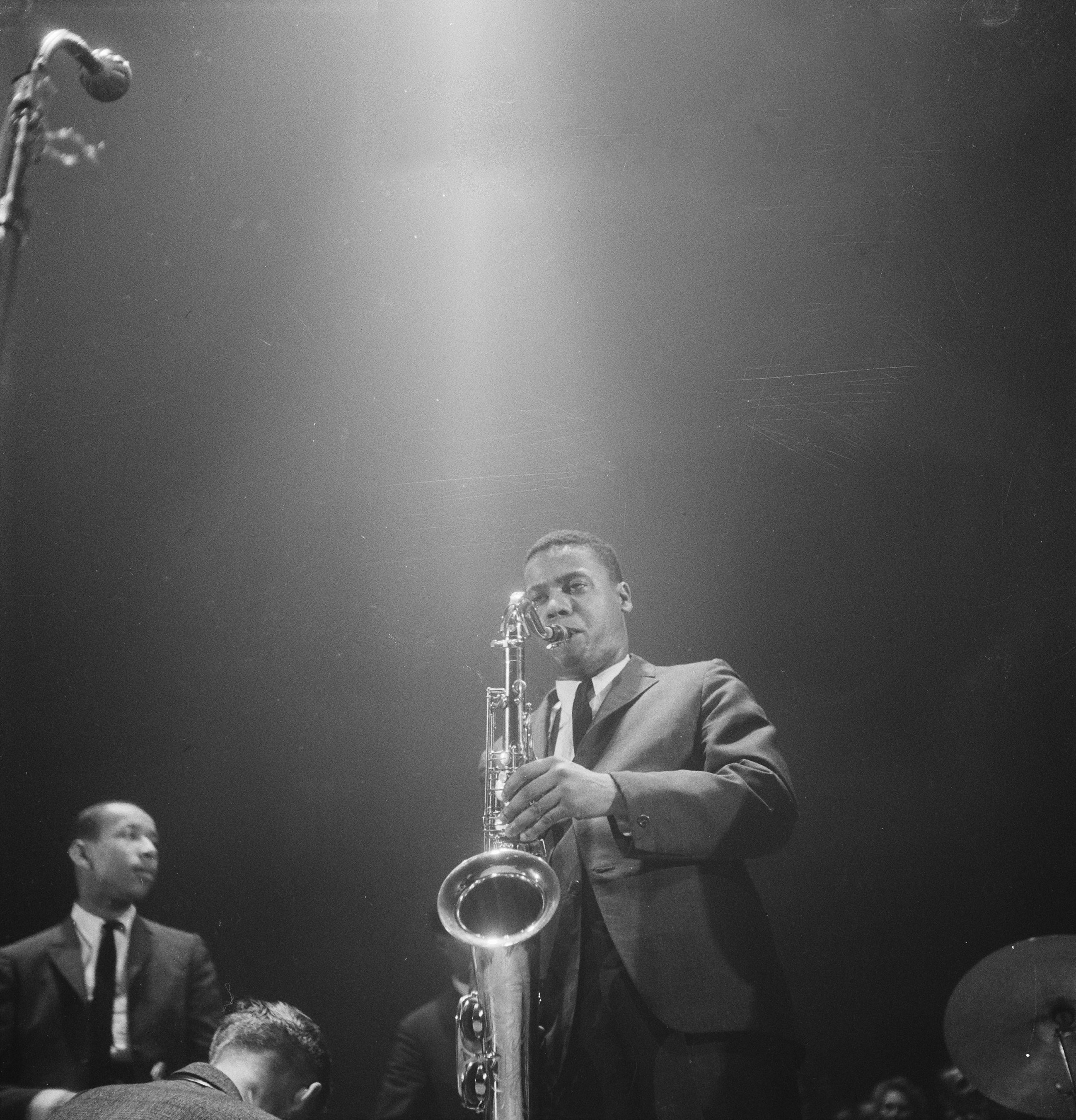
ウェイン・ショーター

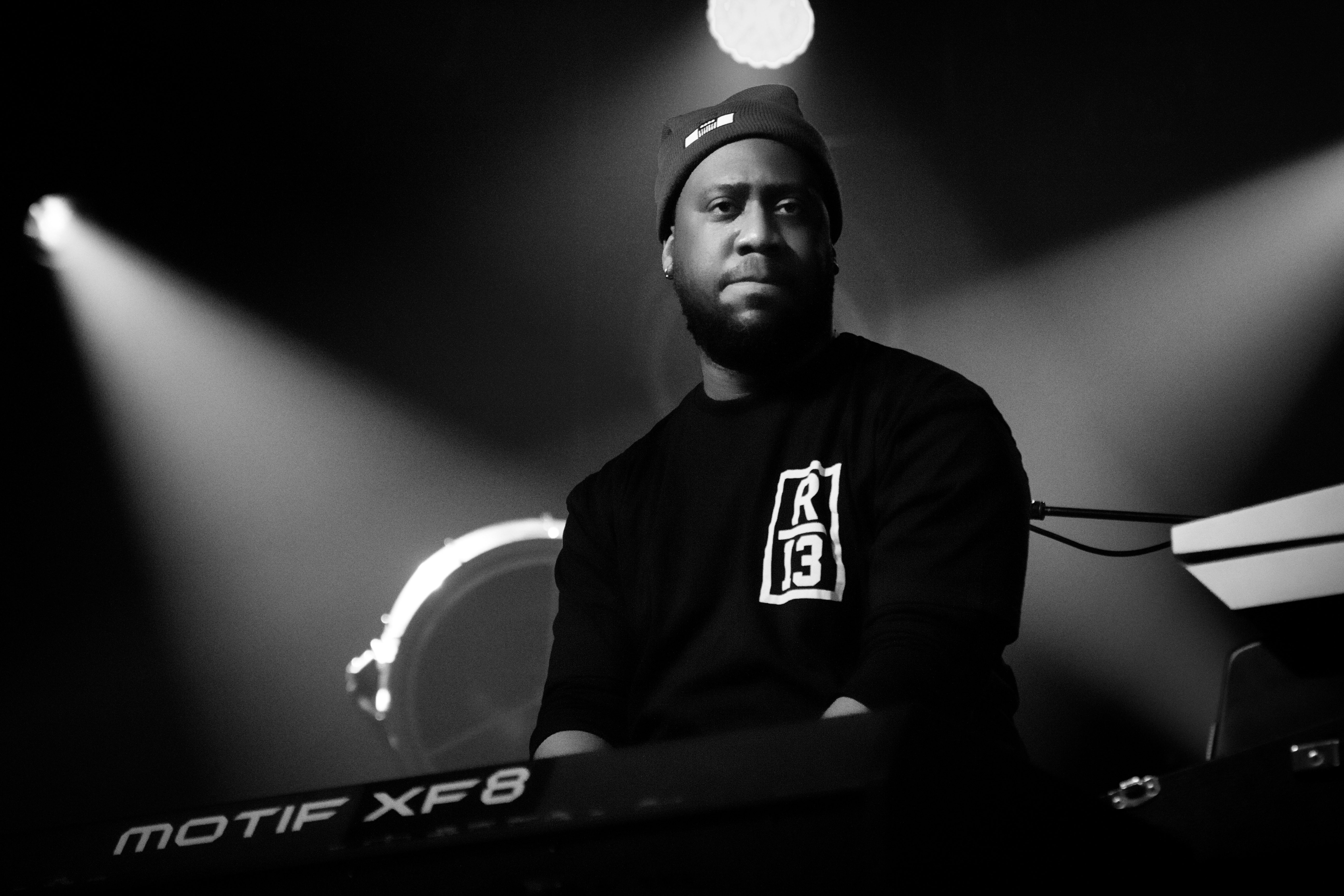
ロバート・グラスパー

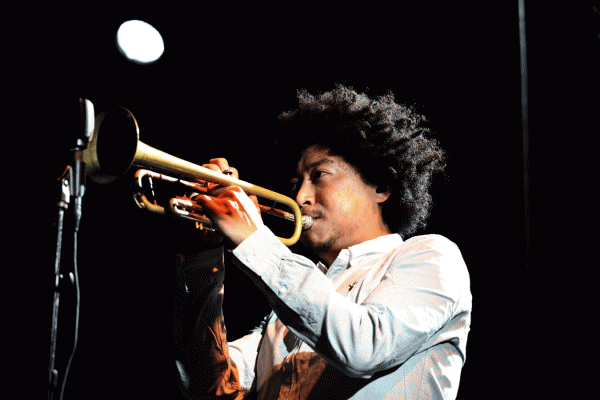
黒田卓也

初レコーディングは1939年1月6日にピアニストのアルバート・アモンズとミード・ルクス・ルイスにより行われた。
1940年には、アルフレッド・ライオンのドイツ時代からの親友で写真家のフランシス・ウルフがアメリカに移ってくる。翌年、ライオンが徴兵されるもウルフによりブルーノートは守られた。
戦後、ライオンとウルフは、プロデュース＝ライオン、経理とジャケット写真撮影＝ウルフの分担で共にブルーノートの運営を行った。1940年代のビバップの勃興に際しては早くからその本質を理解し、レコーディングを行っている。
1951年に発表されたセロニアス・モンクのアルバム『ジニアス・オブ・モダン・ミュージック Vol.1』を皮切りに、本格的にモダン・ジャズ路線へと舵を切った。その後も時代毎の優れたミュージシャンの演奏を多く録音し、モダン・ジャズ界の有名レーベルになった。ジャズはアルバムで聴くものという印象が強いが、ブルーノートは45回転シングルも、かなり発表している。また、ジミー・スミス、ベイビー・フェイス・ウィレットらのオルガン・ジャズ奏者のアルバムも発表した。彼らのジャズは、ソウル・ジャズと呼ばれた。
1950年代中期からは、芸術家ギル・メレの紹介によって得たレコーディング・エンジニアのルディ・ヴァン・ゲルダーの手を介した録音、新進デザイナーのリード・マイルスが手がけた斬新なレコードジャケットを得、1960年代中期までの最盛期に、後世に残る傑作アルバムを数多く送り出した。なおこの時代のジャケットには、若き日のアンディ・ウォーホルが数作参加している。
1953年から1959年までブルーノートは、ニュージャージー州ハッケンサックのルディ・ヴァン・ゲルダーの実家の居間で録音した。
アルフレッド・ライオンが手がけたレコードのシリーズは世界的に有名であり、マイルス・デイヴィス、アート・ブレイキー、ホレス・シルヴァー、ジミー・スミス、ジョン・コルトレーンなど、多くの著名な演奏家による演奏が記録されている。なかでも2つの傑作シリーズは特に有名で、生産されたレコードの番号から1500番台および4000番台と言われている。1500番台は1956年にスタートしたもので98タイトルがあり、1553番と1592番は欠番だった。後に1592番、ソニー・クラークの『ソニー・クラーク・クインテッツ』は、強い要望に応える形で、1976年に日本の当時の東芝EMIから世界初発売された。
1957年3月7日、エンジニアのヴァン・ゲルダーの薦めもあり、遂に、同レーベル初のステレオ録音を始める。最初のステレオ録音となったのは、アート・ブレイキーの『オージー・イン・リズム Vol.1』（1554番）、『オージー・イン・リズム Vol.2』（1555番）の2枚で、これらはステレオのオープンリール・テープでも発売された。このお陰で、その後録音されたジョン・コルトレーンの『ブルー・トレイン』（1577番）、ソニー・クラークの『クール・ストラッティン』（1588番）を初めとする一連の録音、ポール・チェンバースの『ベース・オン・トップ』（1569番）、キャノンボール・アダレイとマイルス・デイヴィスらによる『サムシン・エルス』（1595番）、ジミー・スミスの『ハウス・パーティー』（4002番）、『ザ・サーモン』（4011番）、ソニー・ロリンズの『ニュークス・タイム』（4001番）等、後にこのレーベルの顔とも言える名盤がステレオでも残ったのは、非常に大きなことである。なお、リー・モーガンのアルバム『ザ・サイドワインダー』が大ヒットしすぎたために、ブルーノートは一度倒産している。アメリカでは弱小レーベルのレコードが売れすぎて、倒産してしまった例がいくつかある。
1959年、ルディ・ヴァン・ゲルダーは、ニュージャージー州イングルウッドクリフスに、新スタジオを開いた。ブルーノートはここで400枚以上のアルバムを録音した。
1966年、アルフレッド・ライオンはブルーノートを米リバティー社に売却し、経営から退く。これを期に、米以外でもブルーノートのレコードがプレス、販売される様になる。
1967年、当時の東芝音楽工業から、日本プレスによる同レーベル初のレコードが発売される。また同時期にブルーノートは、ルディ・ヴァン・ゲルダー以外のレコーディング・エンジニアも頻繁に起用するようになった。そしてリード・マイルスも、同レーベルのアートワークに携わらなくなった。
1970年には、創設時からの拠点であったニューヨークを離れ、ロサンゼルスにオフィスを移転。フュージョンの幕開けに参加した。
1971年3月8日、フランシス・ウルフが心臓発作で死去。
1977年頃、米リバティーの日本での発売権が、当時の東芝EMIからキングレコードに移行したことにより、ブルーノートの日本盤も同社に発売権が移行し発売される様になる。
1979年11月2日のホレス・シルヴァーの録音を最後に活動停止。
1983年に、キャピトル・レコードが米リバティー社を買収したことにより、キャピトルの親会社であるEMIの傘下になった。同年6月、新作の録音を再開。
1984年7月、社長にブルース・ランドヴァルを迎え入れた。この新体制によりジャズ・レーベルとして復活され、日本での発売元は、再び、東芝EMIに戻った。
1985年2月22日、復活イベント「ワン・ナイト・ウィズ・ブルーノート」を開催。
そして同年、再びニューヨークに戻り「アコースティック・ジャズ」復興の先頭を切る。
1992年には、ブルーノートを舞台に「ヒップホップ・ジャズ」が顕在化した。
ブルーノート60周年を記念して1998年から始まった、ルディ・ヴァン・ゲルダーによる24ビットリマスター・シリーズ「RVG Edition」は大好評であり、2013年頃まで続いていた。特に日本では大絶賛をもって迎えられる。
1998年のスイングジャーナル社主催の「ジャズ・ディスク大賞」で、同年度のリマスタリング部門と企画部門の2部門を受賞した。
2000年代にはノラ・ジョーンズの大ヒットで知られている。
2004年、松永貴志が17歳の若さで同レーベルからリーダー・アルバム『STORM ZONE（MOKO-MOKO）』を発表し、マイルス・デイヴィスの記録を塗り替え、ブルーノート史上最年少リーダー録音記録を樹立した。
2006年には、ブルーノート・レーベル・グループを発足し、ナラダ・プロダクション、その姉妹レーベルであるハイアー・オクターヴ・レコード、バック・ポーチ・レコードが傘下に入る。
2012年1月、音楽プロデューサーのドン・ウォズが社長に就任。また同年、ユニバーサル ミュージックがEMIの音楽ソフト部門を買収したことにより、ユニバーサルの親会社であるヴィヴェンディの孫会社になった。これにより日本での発売元は、EMIミュージック・ジャパンからユニバーサル クラシックス&ジャズに移行した。2013年には、ロバート・グラスパーが、同レーベルから発表したアルバム『ブラック・レディオ』でグラミー賞を受賞。
2014年、黒田卓也が日本人として初めてブルーノートと契約。
2014年と2017年、グレゴリー・ポーターが同レーベルから発表したアルバムでグラミー賞を受賞。
2018年にドキュメンタリー映画『ブルーノート・レコード ジャズを超えて』が公開され、各地でブルーノート関連のイベントが開催された。

## 代表的なアーティスト
過去に所属していたアーティストを含む。

### トランペット
- ウィントン・マルサリス
- クリフォード・ブラウン
- 黒田卓也
- ケニー・ドーハム
- サド・ジョーンズ
- ドナルド・バード
- ファッツ・ナヴァロ
- フレディ・ハバード
- ブルー・ミッチェル
- マイルス・デイヴィス
- リー・モーガン

### サクソフォーン
- アイク・ケベック
- ウェイン・ショーター
- オーネット・コールマン
- キャノンボール・アダレイ
- ジーン・アモンズ
- ジャッキー・マクリーン
- ジョー・ヘンダーソン
- ジョニー・グリフィン
- ジョン・コルトレーン
- スタンリー・タレンタイン
- ソニー・ロリンズ
- ティナ・ブルックス
- デクスター・ゴードン
- ハンク・モブレー
- ルー・ドナルドソン

### ピアノ
- アンドリュー・ヒル
- ケニー・ドリュー
- セシル・テイラー
- セロニアス・モンク
- ソニー・クラーク
- チック・コリア
- デューク・ピアソン
- ハービー・ハンコック
- バド・パウエル
- ボビー・ティモンズ
- ホレス・シルヴァー
- ホレス・パーラン
- マッコイ・タイナー
- 松永貴志
- ユタ・ヒップ
- ロバート・グラスパー

### ドラムス
- アート・テイラー
- アート・ブレイキー
- エルヴィン・ジョーンズ
- ジャック・ディジョネット
- トニー・ウィリアムス

### ベース
- ポール・チェンバース
- ロン・カーター

### トロンボーン
- カーティス・フラー
- グレイシャン・モンカー3世
- J・J・ジョンソン
- ベニー・グリーン

### ギター
- グラント・グリーン
- ケニー・バレル
- ジョン・スコフィールド

### ヴィブラフォン
- ボビー・ハッチャーソン
- ミルト・ジャクソン

### ボーカル
- カーメン・マクレエ
- グレゴリー・ポーター
- ノラ・ジョーンズ
- ホセ・ジェイムズ
- マリーナ・ショウ

### 他楽器
- エリック・ドルフィー（マルチ）
- ジミー・スミス（オルガン）
- サム・リヴァース（マルチ）
- ボビー・ハンフリー（フルート）
- マッドリブ（トラックメイカー）

## 所有レーベル
- ブルーノート・レーベル・グループ
  - ブルーノート・レコード
  - ナラダ・プロダクション
    - ハイアー・オクターヴ・レコード

  - バック・ポーチ・レコード
  - リール・ワールド・レコード
  - モザイク・レコード
- マンハッタン・レコード（英語版）
- パシフィック・ジャズ・レコード
- ルーレット・レコード

## 関連書籍
- マイケル・カスクーナ、油井正一『ブルーノートJAZZストーリー』新潮社〈新潮文庫〉、1987年
- 行方均『ブルーノート再入門』径書房、1994年。のち〈朝日文庫〉、1999年。
- 行方均『ブルーノートの名盤』立風書房、1996年
- リチャード・クック『ブルーノート・レコード』前野律訳、行方均監修、朝日新聞社〈朝日文庫〉、2002年
- 中山康樹『超ブルーノート入門：ジャズの究極・1500番台のすすめ』集英社〈集英社新書〉、2002年
- 小川隆夫『ブルーノート・ジャズ』平凡社〈平凡社新書〉、2003年
- 中山康樹『超ブルーノート入門完結編：4000番台の至福』集英社〈集英社新書〉、2004年
- 小川隆夫『ブルーノートの真実』東京キララ社、2004年
- 『ブルーノート決定盤100』宝島社、2004年
- 小川隆夫『はじめてのブルーノート』音楽之友社、2005年
- 小川隆夫『ザ・ブルーノート、ジャケ裏の真実』講談社、2008年
- 中山康樹『ブルーノート名盤 其の壱《鍵弦打編》』プリズム〈プリズム・ペーパーバックス〉、2009年1月
- 中山康樹『ブルーノート名盤 其の弐《管楽器編》』プリズム〈プリズム・ペーパーバックス〉、2009年4月
- 行方均『ブルーノートの名盤 改訂新版』学研パブリッシング、2010年3月
- 中山康樹『黒と白のジャズ史』平凡社、2011年10月
- 行方均『名曲・名盤のブルーノート物語：最強のジャズ100年史』学研プラス、2016年